# Eraviszkuszok

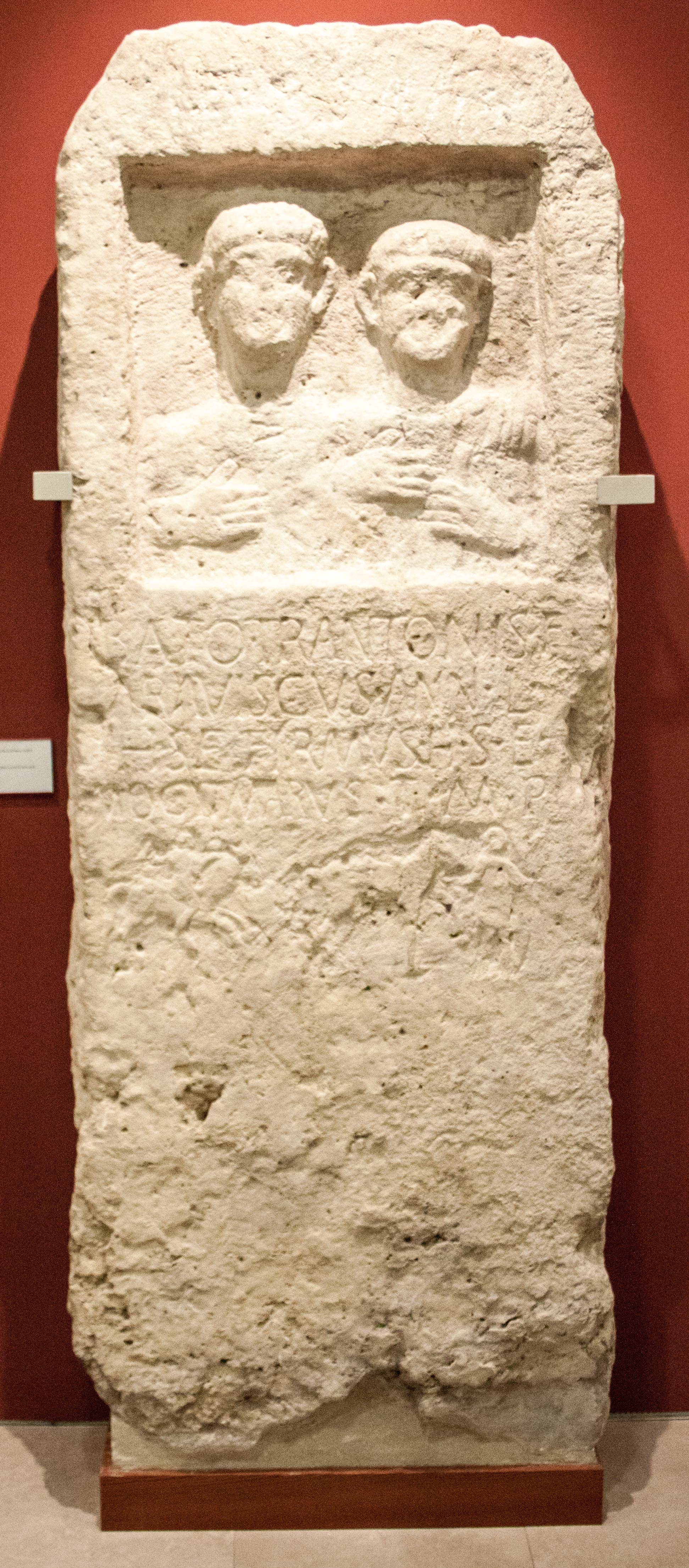
Két eraviszkusz lovaskatona sírköve (i. sz. 2. század, Alsószentiván)

Az eraviszkuszok ókori illír-kelta eredetű nép volt a mai Magyarország területén, a Dunántúl északkeleti részén, a rómaiak érkezésének idején ők alkották Fejér vármegye, valamint a mai Buda környékének lakosságát.
Már a római uralom előtt, az i. e. 1. században önálló pénzverést (biai, tótfalusi, lágymányosi pénzleletek) és magas fokú tárgyi kultúrát fejlesztettek ki, amit a tabáni és békásmegyeri ásatások igazolnak. Ők voltak az egyetlen kelta törzs, akiknek neve (RAVIS, illetve IRAVISCI formában) érméiken szerepel.

## A rómaiak érkezése előtt
A kelta törzsek az i. e. 4. században vették birtokba a Dunántúlt. A vasfegyvereket viselő, harcos bevándorlók a helyieket nem űzték el, azok továbbra is jelen voltak a területen. Az eraviszkuszoknál ez valószínűleg a hódító kelták és az illírek összeolvadásához vezetett.
Ókori történeti és földrajzi leírások alapján Fejér, Pest és Tolna vármegye nagy részén az eraviszkuszok települései terültek el. Az i. e. 1. században a törzs bár ezüst érméket vert és jó minőségű fazekastermékeket állítottak elő, az előkerült leleteken a díszítés a La Tène-kultúra jegyeit mutatja.
Ebben az időben a Duna jobb partján, Budapest területén és környékén már sűrűn lakott vidék terült el. Itt, a Gellért-hegyen és annak északi és déli lejtőin állt a törzs politikai, gazdasági és vallási központja. A sánccal védett oppidumban részben a sziklákba vágott teraszokon épültek fel a földből, agyagból vagy kőből épített eraviszkusz épületek. Itt állt a latin feljegyzésekben Iuppiter Teutanusnak nevezett főisten szentélye is.
Az eraviszkuszok a terepnek megfelelően többféle típusú házat építettek. A Gellért-hegy oldalában többségében téglalap alakú házakat építettek, a fa (főként tölgyfa) oszlopok és vesszőfonatok alkotta vázra kívül-belül agyagot tapasztottak, így szigetelték a falakat a hideg és a szél ellen. A Duna menti falusias, nagy kiterjedésű települések (például Szigetszentmiklós, Dunakeszi és Békásmegyer) mellett kisebb, tanyaszerű települések maradványait is feltárták. A síkvidéki épületek inkább nyeregtetővel fedett gödörházak voltak.
A Gellért-hegyi oppidum feltárásakor több lakóházban találtak kézimalmot, sütőkemencét és agyagból tapasztott tűzhelyet. Ebből arra lehet következtetni, hogy a gabonát a házban őrölték meg, és az ételeket is bent készítették el. A gellérthegyi és a rómaiak érkezése után alapított tabáni telepeken talált állatcsont maradványok a háziállatok (ló, sertés, szarvasmarha, juh és kecske) tartására és a vadászat fontos szerepére utalnak.
A Gellért-hegyi településen bronzöntő műhelyt is feltártak, több településen került elő a fazekasság eszközei illetve edényégető kemencék.

## Római uralom alatt
Az i. sz. 1. században a rómaiak megszervezték Pannonia provinciát, az eraviszkuszokat törzsi területüknek többé-kevésbé megfelelő közigazgatási egységbe szervezték (civitas Eraciscorum), melynek élén római praefectus állt; maguk az eraviszkuszok peregrinus jogállásúak voltak. A Flavius-dinasztia korában (az 1. évszázad végén) a felügyelet enyhült, ekkortól választott princeps állt az törzsi terület élén. A civitas tisztségviselői közül több neve is fennmaradt:
- Alorix Bassi (filius decurio Eraviscorum)
- Titus Aelius (tabularis civitatis Eraviscorum - irattáros vagy írnok)

A római bevonulás idején az eraviszkuszok feladták a Gellért-hegyi oppidumot, helyette a Gellérthegy és a Várhegy lábánál építettek új települést. A hegy (melyet róluk Mons Eraviscusnak neveztek az antik szerzők) még sokáig, legalább a 3. századig megtartotta vallási jelentőségét.
A törzs fokozatosan ellatinosodott, amit az 1. és 2. évszázad fazekassága is mutat: ötvözi a kelta hagyományokat (grafitos kerámia, pecsételt vagy festett díszítés) a római ízléssel. A helyi fazekasok nem sokkal később átálltak a katonaság igényeihez illeszkedő edények gyártására, ezzel feladva a kelta hagyományokat és a római áruk utánzására korlátozva magukat.
Elősegítette a romanizálódást az is, hogy Aquincum municipiummá válása után a vagyonosabb törzsi vezetők a városi tanács tagjaivá válhattak, és Hadrianus valószínűleg polgárjogot adott nekik.

## További irodalom
- B. Bónis Éva: Die spätkeltische Siedlung Gellérthegy-Tabán in Budapest. Archaeologia Hungarica 47 (Budapest 1969)
- Bánosi György – Veresegyházi Béla: Eltűnt népek, eltűnt birodalmak kislexikona. Budapest: Anno. 1999.   42. o. ISBN 963-9199-29-X
- Pető Mária: A Gellérthegy története az őskortól napjainkig. (Gemini Budapest Kiadó, 2000).
- Szabó Miklós: A kelták nyomában Magyarországon. (Hereditas, Budapest 1971).